# Vilitsavon
Vilitsavon är en sjö i Arjeplogs kommun i Lappland och ingår i Skellefteälvens huvudavrinningsområde. Sjön har en area på 0,479 kvadratkilometer och ligger 609,1 meter över havet. Sjön avvattnas av vattendraget Riebnesströmmen.

## Delavrinningsområde
Vilitsavon ingår i det delavrinningsområde (738687-156375) som SMHI kallar för Utloppet av Vilitsavon. Medelhöjden är 681 meter över havet och ytan är 6,67 kvadratkilometer. Räknas de 27 avrinningsområdena uppströms in blir den ackumulerade arean 470,93 kvadratkilometer. Riebnesströmmen som avvattnar avrinningsområdet har biflödesordning 2, vilket innebär att vattnet flödar genom totalt 2 vattendrag innan det når havet efter 333 kilometer. Avrinningsområdet består mestadels av skog (62 procent) och kalfjäll (31 procent). Avrinningsområdet har 0,49 kvadratkilometer vattenytor vilket ger det en sjöprocent på 7,3 procent.